# Hypnomorphus rasnitzyni
Hypnomorphus rasnitzyni là một loài bọ cánh cứng trong họ Elateridae. Loài này được Dolin in Dolin, Panfilov, Ponomarenko & Pritykina miêu tả khoa học năm 1980.